# Сулейман Франжьє
Сулейман Кабалан Франжьє (араб. سليمان فرنجية; 15 червня 1910 — 23 липня 1992) — ліванський політик, тринадцятий президент Лівану.

## Біографія
Був нащадком однієї з найвпливовіших маронітських родин зі Згарти (неподалік від Триполі). Народився у Згарті 15 червня 1910 року. Був другим сином політика Кабалана Сулеймана Франжьє та його дружини Ламії Раффуль. Кабалан Франжье обіймав посаду намісника району Ехден (1908—1913) і членом парламенту (1929—1932). Його дід, Сулейман Хнатіос Франжьє, також був намісником того ж району (1904—1908). Хамід, старший брат Сулеймана, обіймав посаду міністра закордонних справ в уряді французького мандату 1939 року.
Освіту здобув в елітній школі святого Йосипа в Антурі, неподалік від Бейрута. Потім навчався у Триполі та Бейруті.

### Політична кар'єра
Перш ніж зайнятись політикою, Франжьє впродовж певного часу займався експортно-імпортним бізнесом у Бейруте. 1957 року його звинуватили у розстрілі з кулеметів понад двадцятьох членів конкуруючого клану Дуайхіс, у церкві неподалік від Згарти. Загалом він, як припускають, несе відповідальність за вбивство близько 700 осіб, 20 із них — християни, застрелені під час заупокійної меси у північноліванському місті Мізіара. З тих причин йому довелося сховатись у сирійському прибережному місті Латакія, де він зустрівся з двома сирійськими офіцерами, Хафезом і Рифатом Асадами, які стали його друзями. 1958 року був амністований та повернувся до Лівану.
1960 року Франжьє обрали до лав ліванського парламенту замість його важко хворого брата Хаміда. З тієї ж причини він також очолив свій клан. 1964 та 1968 року переобирався до парламенту. До 1970 року обіймав посади міністра пошти, телеграфу й телефону (1960—1961), міністра сільського господарства (1961), міністра внутрішніх справ (1968), міністра юстиції (1968—1969), міністра економіки (1968—1970).
У наступних, можливо, найбільш суперечливих президентських виборах в історії Лівану, Національна асамблея обрала Франжьє на посаду глави держави 23 вересня 1970 року. Він завдячує своїй перемозі над Ільясом Саркісом, офіційним кандидатом від шехабістського режиму, зміні думки Камаля Джумблата, чиї прибічники в парламенті віддали свої голоси Франжьє.
Позиціонуючи себе, як консенсусного кандидата, Франжьє здобув підтримку як з боку лівих, так і правих, а також від усіх релігійних фракцій; його обрання ввижалось перервою в низці шехабістських адміністрацій президентів Фуада Шехаба (1958—1964) та Шарля Елу (1964—1970), натомість кандидатура його суперника Ільяса Саркіса, який очолював Банку Лівану (Центрального банку Лівану), була сприйнята як продовження шехабістського режиму, що існував раніше. Правління Франжьє завершилось 1976 року, коли Ільяса Саркіса обрали президентом. Тим не менше, Саркіс не міг переїхати до президентського офісу впродовж чотирьох місяців після свого обрання 23 вересня 1976 року, оскільки Франжьє спочатку відмовлявся залишити посаду.

### Під час громадянської війни
Громадянська війна в Лівані почалась 13 квітня 1975 року. Франжьє, як президент Лівану, оприлюднив конституційний документ 14 лютого 1976 року, що був першою серйозною ініціативою з припинення конфлікту й досягнення консенсусу. Документ передбачав встановлення «паритету між християнами та мусульманами в парламенті», тобто, зниження впливу маронітів. Хоч ініціативу підтримували крупні політики та релігійні лідери, вона не змогла досягнути своїх цілей.
У травні 1976 року Франжьє запросив сирійські війська до Лівану. Він мав цілковиту підтримку з боку ліванських християн у цьому відношенні, оскільки вони вважали, що Сирія здатна домогтись припинення вогню та захистити християн. Його значною мірою вважають відповідальним за ескалацію війни в Лівані в середині 1970-их років.
Коли почалась громадянська війна, Франжьє підтримував міліцію Армії визволення Згарти — міліцію руху Марада, під командуванням його сина Тоні Франжьє. Спочатку вона брала участь у Ліванському фронті, що об'єднав в основному правохристиянських політиків і польових командирів, однак на початку 1978 року Марада порвала з Ліванським фронтом через свою власну про сирійську орієнтацію. В червні 1978 року Тоні разом з дружиною та маленькою дочкою вбили фалангісти, які звинуватили його у змові. Те вбивство відоме як Еденська різанина, що різко зменшила сили клану Франжьє. Після того, що сталось, Сулейман Франжьє, як повідомлялось, був сильно пригнічений. Він присягнув помститись. За деякими даними, він відповідальний за організацію вбивства сотень членів фаланги.

### Останні роки
Франжьє залишався союзником Сирії. В липні 1983 року після того, як Амін Жмайєль став президентом, Франжьє разом з Рашідом Караме і Валідом Джумблатом сформували сирійсько-орієнтований Фронт національного порятунку, покликаний кинути виклик уряду Жмайєля та пакту між Ліваном та Ізраїлем, укладеному за фінансової підтримки США. Згодом Сирія намагалась проштовхнути Франжьє на другий президентський термін після закінчення повноважень Аміна Жмайєля 1988 року, втім Національним зборам не вдалося досягнути кворуму через бойкот з боку деяких християнських парламентарів, пов'язаних з міліцією Ліванські сили. Франжьє висунули кандидатом 17 серпня 1988 року.
Помер 23 липня 1992 у 82-річному віці в лікарні Американського університету в Бейруті після трьох тижнів ушпиталення. За повідомленнями він помер через гостру пневмонію, окрім того у нього були хворі серце і шлунок. Його поховали в Ехдені поряд із сином Тоні.

## Особистість
Франжьє називали в Лівані «жорсткою людиною» через його сувору мову, палкий характер і безжальне ставлення до деяких супротивників. Роберт Фіск змальовував його як «християнського воєначальника, мафіозі, сильного польового командира, убитого горем батька, корумпованого президента, гірського барона та, зрештою, вдумливого, розумного старого, але такого, що лякав і доживав останні роки поряд з ехденськими левами».